# قائمة آثار محافظة البلقاء

محافظة البلقاء.

تتناول هذه القائمة المواقع الأثرية المسجَّلة رسمياً لدى دائرة الآثار العامة التابعة لوزارة السياحة والآثار في محافظة البلقاء شمال الأردن.

## القائمة
| الرقم | الاسم                 | الوصف                                                 | الموقع | الإحداثيات | الصورة                                             |
| ----- | --------------------- | ----------------------------------------------------- | ------ | ---------- | -------------------------------------------------- |
| BA-IS | مساجد السلط           | مساجد و آثار اسلامية غير مرتبطة بتاريخ زمني           |        |            | صورة                                               |
| BA-00 | معالم وسط مدينة السلط | معالم و عمارات أثرية ضمن مدينة السلط و محافظة البلقاء |        |            | صورة                                               |
| BA-01 | المغطس                | العصر البيزنطي                                        |        |            | صورة                                               |
| BA-02 | تليلات الغسول         | العصر الحجري الحديث-البونزي المبكر                    |        |            | صورة                                               |
| BA-03 | تل دير علا            | العصر البرونزي المبكر-الحديد المتأخر                  |        |            | العصر البرونزي المبكر-الحديد المتأخر · Upload file |
| BA-04 | خربة الدير            | العصر البيزنطي-المملوكي                               |        |            | صورة                                               |
| BA-05 | الجادور               | العصر البرونزي الوسيط-الإسلامي                        |        |            | صورة                                               |